# Vasa recta
Vasa recta kallas de kapillära förgreningar i njuren som går från kortikala arterioler till njurens märg. Dess förgreningar är viktiga för att man skall kunna koncentrera urinen. Genom ett motströmssystem kan syre och näringsämnen transporteras till märgen. Detta motströmssystem bidrar även till upprätthållandet av osmolaritetsgradienten mellan bark och märg i njuren. Märgen (medulla) sitter i den inre delen av njuren och omges av barken (cortex renalis).